# Otello (Rossini)
Otello, ossia Il moro di Venezia és una òpera en tres actes amb música de Gioachino Rossini i llibret de Francesco Maria Berio di Salsa, basat en la tragèdia en cinc actes Othello ou le More de Venise de Jean-François Ducis i Otel·lo de William Shakespeare. Es va estrenar al Teatro del Fondo de Nàpols, el 4 de desembre de 1816.
Setanta anys abans que Giuseppe Verdi en fes un tractament molt diferent del mateix tema en el seu Otello basat clarament en Shakespeare, el de Rossini i el llibretista Berio di Salsa es basa més aviat en Othello ou le More de Venise, una tragèdia en cinc actes de Jean-François Ducis (1792) basada al seu torn en l'obra shakespeariana. És l'única obra rossiniana basada en un drama de Shakespeare. L'òpera s'allunya bastant de l'obra original, té lloc a Venècia i no a Xipre, i el drama es desenvolupa d'una altra forma. El paper de Jago és menys important i diabòlic que a l'obra original i en la versió de Verdi, estrenada el 1887.
L'argument del llibret difereix molt de l'obra de Shakespeare perquè té lloc totalment a Venècia, no principalment a Xipre, i el conflicte dramàtic es desenvolupa d'una manera diferent. El paper de Iago és molt menys diabòlic que l'obra de Shakespeare o l'òpera Otello de Verdi de 1887, que també es basava en ella. Shakespeare va derivar la seva obra de la història Un Capitano Moro ("Un capità morisc") de Cinthio, deixeble de Boccaccio, publicada per primera vegada el 1565. En canvi, el paper de Rodrigo, una subtrama de Shakespeare i Verdi, és molt destacat en la versió de Rossini: algunes de les músiques més difícils i brillants s'assignen al personatge Rodrigo. Els papers d'Otello, Iago i Rodrigo estan composts per a la veu de tenor.
L'Otello de Rossini és una fita important en el desenvolupament de l'òpera com a drama musical. Va proporcionar a Verdi un punt de referència per a les seves pròpies adaptacions de Shakespeare. Un CD Opera Rara de l'òpera de 1999 inclou un final feliç alternatiu, una pràctica habitual amb el drama i l'òpera en aquell període del segle xix.

## Representacions

### Segle XIX
La primera representació va tenir lloc al Teatre del Fondo de Nàpols el 4 de desembre de 1816. Es va representar per primera vegada a París el 5 de juny de 1821 al Théâtre Italien (amb Manuel García com a Otello i Giuditta Pasta com a Desdèmona), a Londres el 16 de maig de 1822 al King's Theatre, i a Nova York el 7 de febrer de 1826 al Park Theatre. El 1827 es va estrenar a Catalunya al Teatre Principal.
El paper de Iago s'indica a les primeres partitures com el de tenor i va ser reprès en els primers anys pels tenors Ciccimarra, Luigi Campitelli i Domenico Reina. No obstant això, curiosament, només tres anys després de l'estrena, Rossini va adaptar el paper per a la veu de baríton i després va ser cantat amb freqüència pels barítons, inclosos els més reconeguts de l'època del bel canto "secondo basso cantante", barítons de transició i barítons verdians practicants del segle xix. Durant aquest període, Iago va ser assignat de vegades al segon tenor italià, de vegades baríton, com Giovanola al Théâtre Italien de París el 26 de juliol 1823 amb Giuditta Pasta com Desdèmona. El baríton espanyol (posteriorment pedagog) Manuel García, Jr. va cantar el paper en el viatge de la seva família a Nova York el 1826. El baríton italià Ferdinando Lauretti la va cantar a Verona el 1827 i una ressenya d'aquesta actuació es va enviar a The Harmonicon de Londres, on esmenta el seu "personatge de Iago, una part per a un baix que va ser molt millorada per Rossini, durant el seu compromís amb en la teva òpera italiana". Domenico Cosselli va cantar el paper al Teatro d'Angennes de Torí el 1828, igual que el primer baix italià Federico Crespi (1833), Antonio Tamburini (des del 1834), Luciano Fornasari (del 1844), Giovanni Belletti (del 1849), Joseph Tagliafico del 1850, Giorgio Ronconi (des del 1851), Francesco Graziani (a partir del 1869), i Antonio Cotogni (el 1869). El baríton francès Paul Barroilhet va aparèixer el 1844 a París, on va interpolar l'ària (transposada de do a si bemoll) de La donna del lago de Rossini. El seu successor, Jean-Baptiste Faure, va cantar el paper el 1871.
Una edició impresa francesa de 1823 mostra la part de Iago escrita en clau de baix.

### Segle XX i més enllà
Després d'un llarg període de relatiu oblit, a finals del segle XX l'òpera va començar a aparèixer una vegada més als escenaris del món. Una producció de Pier Luigi Pizzi es va oferir al Rossini Opera Festival de Pesaro el 1988. La mateixa producció es va representar a la Royal Opera House, Covent Garden, l'any 2000 amb Bruce Ford, Mariella Devia, Juan Diego Flórez i Kenneth Tarver en papers principals.
L'octubre de 2012, l'Opera Southwest a Albuquerque, Nou Mèxic, va presentar tres representacions de l'òpera. El primer dia es va representar tant l'original com l'alternatiu "feliç" final. Abans de les segones representacions, el públic va votar el final que preferia, i després es va representar la versió escollida. També el 2012, l'òpera va ser representada a Zuric per la Vlaamse Opera. La mateixa producció es va fer a Gant i Anvers el febrer i març de 2014. El Buxton Festival va presentar l'òpera en forma de concert el juliol de 2014.
Otello es va representar en una producció al Theater an der Wien i a l'Òpera de Frankfurt el 2019, amb Enea Scala al paper principal, interpretat per Damiano Michieletto com un àrab musulmà d'èxit en el món empresarial venecià actual, amb Karolina Makuła i Nino Machaidze com a Desdèmona.

## Argument
Lloc: Venècia
Època: Finals del segle XV

## Treballs relacionats
Franz Liszt va basar la Canzone dels Années de pèlerinage, suplement Venezia e Napoli, en la cançó del gondolier Nessun maggior dolore d'aquesta òpera.

## Estructura
- Simfonia

### Acte I
- 1 Introducció Viva Otello (Cor)
- 2 Cavatina Ah sì, per voi già sento (Otello)
- 3 Duet No, non temer (Jago, Rodrigo)
- 4 Duettino Vorrei che il tuo pensiero (Desdemona, Emilia)
- 5 Cor i Final I Santo Imen! - Incerta l'anima (Desdemona, Elmiro, Rodrigo, Emilia, Otello, Cor).

### Acte II
- 6 Ària Che ascolto! (Rodrigo)
- 7 Scena i duet Non m'inganno (Otello, Jago)
- 8 Trio Ah vieni, nel tuo sangue (Rodrigo, Otello, Desdemona)
- 9 Ària i Final II Che smania, ohimè, che affanno! (Desdemona, Elmiro, Coro)

### Acte III
- 10
  - Scena i Cançó del Gondoler Dagli affanni oppressa - Nessun maggior dolore (Desdemona, Emilia, Gondoliere)
  - Cançó del salze i Pregària Assisa a pie' d'un salice - Deh calma, o ciel, nel sonno (Desdemona, Emilia)
  - Sortida Eccomi giunto inosservato (Otello)
  - Duet Non arrestare il colpo (Desdemona, Otello)
  - Final III Che sento? Chi batte? (Otello, Lucio, Doge, Elmiro, Rodrigo)[16]

## Enregistraments
| Any  | Elenc: Otello, Desdemona, Iago, Rodrigo                                       | Director, Teatre d'òpera i orquestra                                                                                       | Segell                                    |
| ---- | ----------------------------------------------------------------------------- | --- | ----------------------------------------- |
| 1978 | Josep Carreras, Frederica Von Stade, Gianfranco Pastine, Salvatore Fisichella | Jesús López Cobos, Ambrosian Opera Chorus, Philharmonia Orchestra                                                          | Àudio CD: Philips Cat: 432 456-2          |
| 1988 | Chris Merritt, June Anderson, Ezio Di Cesare, Rockwell Blake                  | John Pritchard, Orquestra i cor de la RAI Torino (Enregistrat al Rossini Opera Festival, Pesaro, agost)                    | DVD: Encore DVD 2223                      |
| 1999 | Bruce Ford, Elizabeth Futral, Juan José Lopera, William Matteuzzi             | David Parry, Philharmonia Orchestra i el Geoffrey Mitchell Choir                                                           | Àudio CD: Opera Rara Cat: ORC 18          |
| 2008 | Michael Spyres, Jessica Pratt, Giorgio Trucco, Filippo Adami                  | Antonino Fogliani, Virtuosi Brunensis and the Transilvania Philharmonic Choir (Enregistrat al Rossini in Wildbad festival) | Àudio CD: Naxos Records, Cat: 8.660275-76 |
| 2012 | John Osborn, Cecilia Bartoli, Edgardo Rocha, Javier Camarena                  | Muhai Tang, Orchestra La Scintilla, Zurich Opera, (Enregistrament d'una actuació de la Zurich Opera, març)                 | Blu-ray Disc: Decca, Cat: 074 3865        |